# 이건희 컬렉션
"이건희 컬렉션"은 대한민국의 기업인 이건희가 개인 소장하던 미술품 컬렉션으로, 2020년 10월 이건희의 사망 이후 이재용 삼성전자 부회장을 비롯한 삼성 일가가 국가에 기증한 문화재와 미술품 23,000점을 일컫는다. 단순 규모만으로는 대한민국 역사상 최대 규모의 문화재, 미술품 국가기증 사례로 기록되었으며, 이 회장의 컬렉션이 미술사적으로, 또 경제적으로 매우 큰 가치를 지닌 만큼, 그 컬렉션의 면모와 기증 전시 면에서 미술계에 전례없는 여파를 불러일으키며 "세기의 기증"이라 불렸다. 이와 더불어 국립박물관 수장고의 포화문제와 전용관 신설 및 유치전 등 사회적으로도 큰 화제를 낳았다.

## 경과

### 기증과 활용 계획
2020년 이건희 전 삼성전자 회장이 사망하고, 이듬해 2021년 1월 삼성 측은 이건희 회장의 개인 미술 소장품에 대한 감정을 시작하였다. 이건희 회장이 수집한 미술품은 한국 고미술품과 서양 현대미술 작품을 아울렀으며, 감정 의뢰를 맡긴 작품 가운데는 마크 로스코의 《무제》 (1962년), 알베르토 자코메티의 《거대한 여인》 (1960년), 프랜시스 베이컨의 《방 안에 있는 인물》 (1962년)이 포함된 것으로 알려졌다. 이들은 호암미술관이나 리움미술관 등 삼성 측이 관리중인 미술관의 소장품과는 별개로 관리되던 이건희 회장의 개인 소장품이며, 사전 논의단계에서 처분 대상으로 고려한 미술품만 감정을 맡긴 것으로 추정됐다.
2021년 4월 28일, 이재용 삼성전자 부회장을 비롯한 고 이건희 회장 유족들은 삼성전자를 통해 12조원 상당의 상속세 납부와 1조원 규모의 사회공헌, 이 회장 소유 미술품 기증 계획 등을 발표했다. 여기서 이른바 '이건희 컬렉션'으로 불리는 개인소장 미술품 23,000여점은 국내 각지의 미술관과 박물관에 나눠 기증한다는 사실을 공식적으로 발표하였다. 고미술품 21,600점은 국립중앙박물관 및 산하 국립박물관에 기증하고, 국내외 거장들의 근대미술 작품 1,400점은 국립현대미술관 등에 기증하기로 했다. 기증 대상 기관 중에는 광주시립미술관, 전남도립미술관, 대구미술관 등 각 작가의 연고지 미술관도 포함하기로 했다.
같은 날 황희 문화체육관광부 장관은 브리핑을 열고, 컬렉션 기증을 통한 긍정적 효과를 기대한다며 이건희 회장 유족에게 감사를 전했다. 이와 더불어 이건희 컬렉션에 대한 향후 전시계획도 언급했다. 국립중앙박물관은 6월에 대표 기증품을 선별한 '고 이건희 회장 소장 문화재 특별공개전 (가제)'를 열고, 국립현대미술관은 8월 서울관에서 '고 이건희 회장 소장 명품전 (가제)'를 시작으로 9월 과천관, 2022년 청주관 등에서 특별전과 상설전을 통해 작품을 공개하기로 했다. 이에 대해서 황 장관은 방대한 기증품을 먼저 연구, 조사한 후에야 일반 전시가 가능하기 때문에 특별전으로 국민 관심을 충족시킨 후, 일반 상설전시관에 중요 작품을 전시하는 계획을 잡았다고 설명했다. 또 중장기적으로는 국립중앙박물관과 국립현대미술관, 삼성미술관 리움을 이건희 컬렉션이란 브랜드로 묶어 국가문화자산으로 활용한다는 계획도 시사했다.
2021년 4월 29일, 문재인 대통령은 내부회의에서 이건희 컬렉션 기증에 대해 놀라움을 표하고, "기증정신을 잘 살려서 국민들이 좋은 작품을 감상할 수 있도록 하자"며 "별도 전시실을 마련하거나 특별관을 설치하는 방안을 검토하라"고 지시했다. 전날 황희 장관이 기자회견에서 "현재 수장고도 부족하고, 이번 기증을 계기로 문화재 기증이 가속될 가능성도 있다"며, 미술관과 수장고 건립 검토를 시사한 바 있다. 이에 따라 국립중앙박물관이나 국립현대미술관에 별도 전시실을 신설하거나, 새로운 미술관을 건립할 가능성이 제기되기 시작했다.

### 소장과 전시
이전 작업과 관련해서는 국립중앙박물관의 경우 한 달가량 걸릴 것으로 밝혔다. 국보와 보물 등 국가지정문화재 60건의 경우 6월 전시를 위해서 유족 측의 협조를 통해 미리 수령하고, 기증 발표가 이뤄진 28일 경부터 이전 작업을 본격화해 21,600여건의 문화재와 미술품을 오는 5월 말까지 이전할 것으로 전망했다. 문화재의 수장 관련해서는 이미 2020년 수장고의 복층화 공사를 끝내어 여유공간이 생겼으므로 문제는 없으나, (특히 석조물 문화재를 비롯한) 컬렉션 규모가 워낙 많은 만큼 지방 소재 박물관으로 분산시키는 방안을 검토한다고 밝혔다.
국립현대미술관의 경우 발표 시점에서 수령을 모두 끝냈으며, 과천관 수장고에 보관해둔 상태라고 밝혔다. 하지만 수장고 사용률이 93% 정도로 포화상태에 이르렀기에, 추가 수장 공간확보를 위해 관련 부처와 협의 중이라고 밝혔다. 이와 더불어 1년에 처리하는 조사 연구 작품수가 2~300점 수준이었는데 이번에 1,500점가량이 한번에 들어와 급박한 상황이라는 소감도 전했다. 이번 기증으로 국립현대미술관의 소장품은 10,000점을 돌파하게 되었다.
국립중앙박물관은 2022년 12월 이건희 컬렉션 기증 문화재 목록집 9권을 처음 발간하여 공개하였다. 전수조사 과정은 국립광주박물관, 청주박물관, 나주박물관과 함께하였으며 국립중앙도서관, 한국학중앙연구원과도 협력하였다. 2023년 12월에는 목록집 4권을 추가로 발간하였으며, 2024년과 2025년에도 2집씩 발간할 예정이다.
국립현대미술관도 2년간의 조사 연구 끝에 2023년 12월 전체 목록집을 발간하였다.

### 효과
이건희 컬렉션의 기증으로 대한민국에서 미술품 기증에 대한 인식이 한층 보편화되는 계기로 작용했다는 시각이 있다. 국립현대미술관의 경우 2021년 당해 신규 소장품 가운데, 이건희 컬렉션을 제외한 기증 작품수가 총 553점으로, 구입품 93점을 압도하는 것으로 집계됐다. 특히 그동안 국립현대미술관의 기증 방식은 개인전, 회고전의 전시 작가가 작품 일부를 기증하는 식으로 이루어졌는데, 2021년 이건희 컬렉션 기증 이후로는 전시와 상관없이 작가나 개인 소장자가 기증을 문의하는 사례가 늘고 있다고 국립현대미술관 측은 밝혔다. 2021년의 기증사례는 원로 작가나 유족이 기증한 사례가 많았으나, 2022년에는 미술관과 관련이 없는 개인 소장가들이 김기창, 마크 퀸, 앙드레 브라질리에 등의 작품을 기증한 사례가 꼽혔다.

## 컬렉션 목록

### 국립중앙박물관 기증

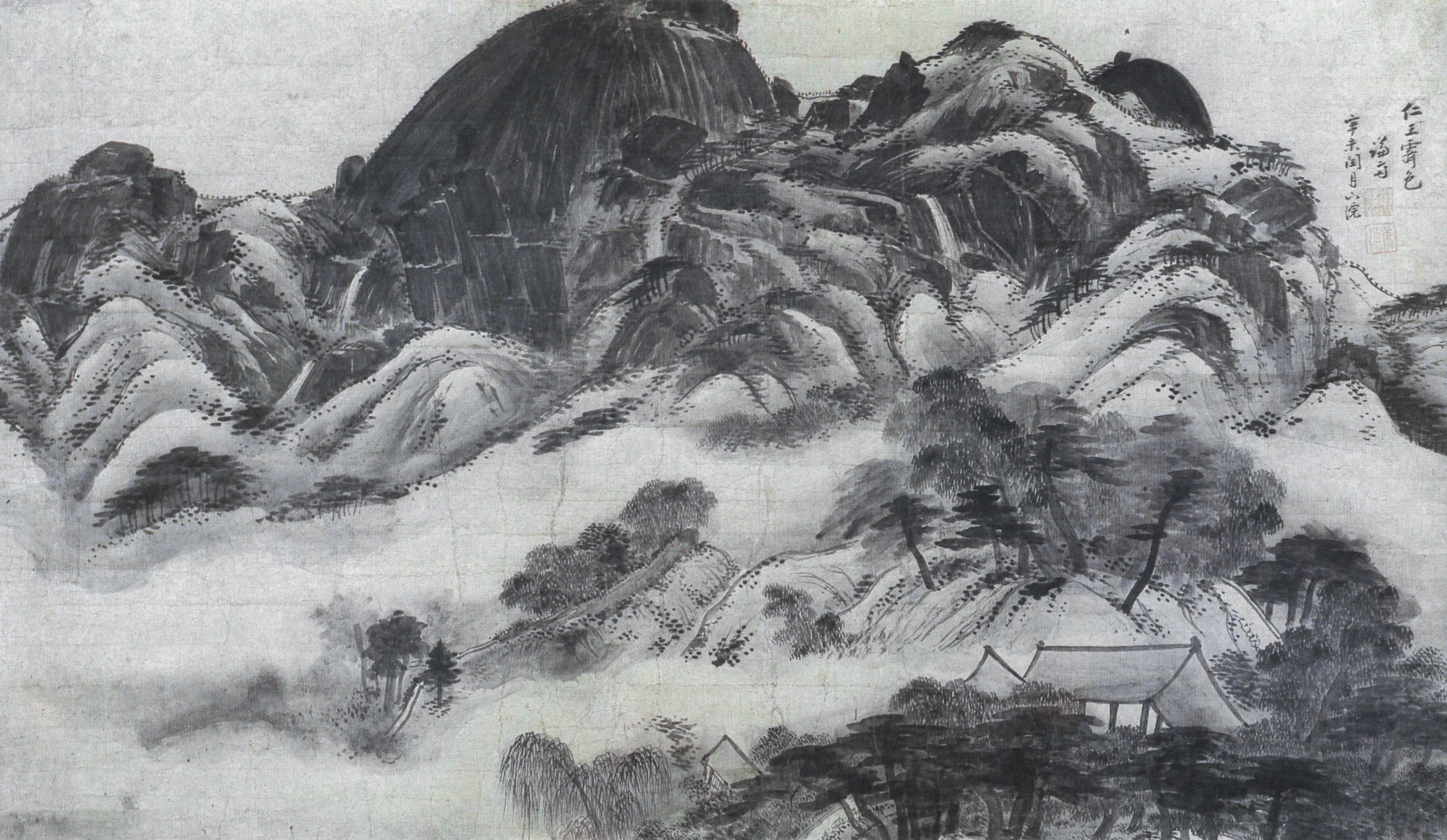
인왕제색도

국립중앙박물관에 기증된 고미술품은 총 21,693건으로, 전적 4,176건, 도자기 2,938건, 서화 783건, 금속 484건, 석재 458건 등에 달한다. 여기에는 국보 14건과 보물 46건이 포함됐다.
당시까지의 기증된 유물 약 5만점의 43%에 달하는 규모로, 1980년 고동원과 이홍근 선생의 기증 문화재 4,941점 이래 최대 사례로 기록됐다.
- 금동보살입상 (국보 제129호)
- 인왕제색도(국보 제216호)
- 덕산 청동방울(국보 제255호)
- 추성부도(보물 제1393호)
- 고려 천수관음보살도(보물 제2015호)

### 국립현대미술관 기증

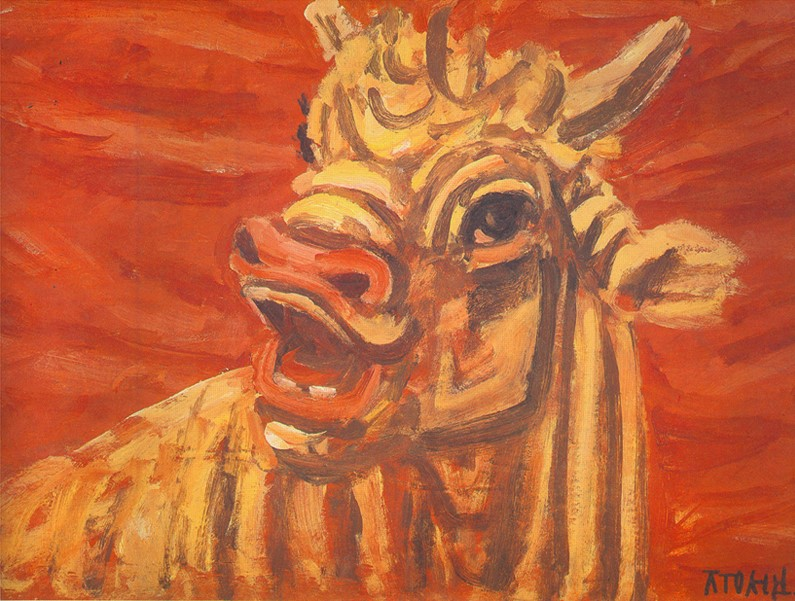
《황소》

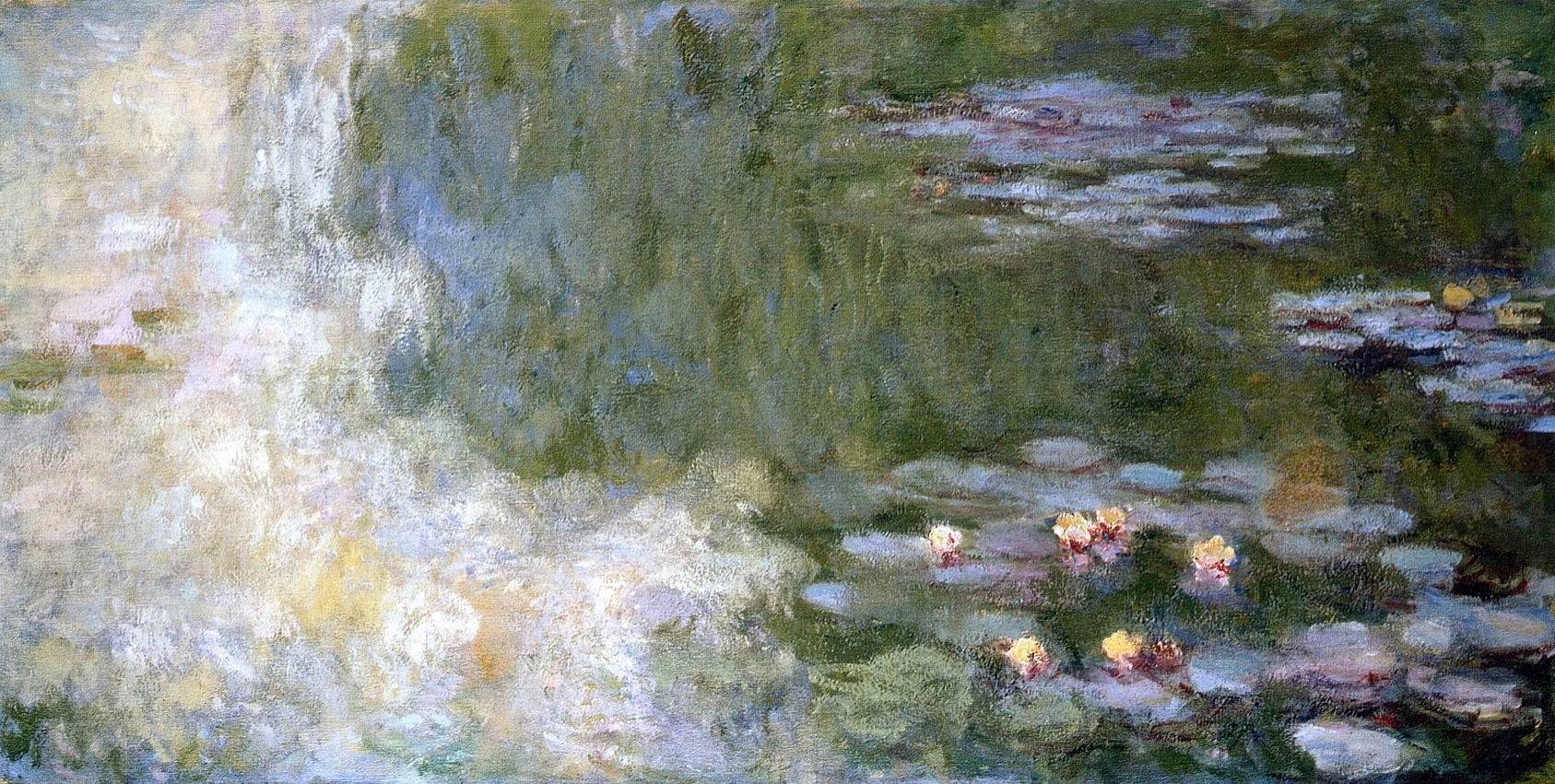
《수련이 있는 연못》(W.1900)

국립현대미술관에 기증되는 국내외 근현대 미술작품은 총 1,488점으로 집계되었으나, 2024년 1월 국립현대미술관에서 발간한 목록집에서는 1,494점으로 늘었다. 이는 조사와 연구 과정에서 작가 본인이나 유족의 요청에 따라 세트로 들어온 작품들을 개별로 분리해 등록하였기 때문이다.
기증 당시 기준으로 한국 작품은 1,369점으로, 유영국, 이중섭, 유강열, 장욱진, 이응로, 박수근, 변관식, 권진규 외 한국 작가 238명의 작품이 포함됐다.
- 《사내아이》(김종태)
- 《무릉도원도》(1922, 이상범)
- 《간성》(1927, 김은호)
- 《화녕전작약》(1930년대, 나혜석)
- 《공기놀이》(1937, 장욱진)
- 《절구질하는 여인》(1954, 박수근)
- 《군마도》(1955, 김기창)
- 《여인들과 항아리》(1950년대, 김환기)
- 《황소》(1950년대, 이중섭)

외국 작품은 119점으로, 폴 고갱, 클로드 모네, 오귀스트 르누아르, 살바도르 달리, 카미유 피사로, 마르크 샤갈, 호안 미로, 파블로 피카소 외 서양 모더니즘 작가 8명의 작품이 포함된다.
- 《수련이 있는 연못》(1919~1920, 클로드 모네)
- 《켄타우로스 가족》(1940, 살바도르 달리)
- 《구성》(호안 미로)

## 같이 보기
- 이건희
- 삼성미술관 리움
- 국립중앙박물관·국립현대미술관
- 한국 미술
- 이건희 기증관

## 관련 문헌

### 목록집
국립중앙박물관과 국립현대미술관에서 발간한 이하의 목록집은 비매품이며, 현장 자료실이나 공식 홈페이지에서 열람할 수 있다.

#### 국립중앙박물관
- 국립중앙박물관 (2022). 《고故 이건희 회장 기증품 목록집 - 제1집 고고》. 국립중앙박물관.
- 국립중앙박물관 (2022). 《고故 이건희 회장 기증품 목록집 - 제2집 전적》. 국립중앙박물관.
- 국립중앙박물관 (2022). 《고故 이건희 회장 기증품 목록집 - 제3집 전적》. 국립중앙박물관.
- 국립중앙박물관 (2022). 《고故 이건희 회장 기증품 목록집 - 제4집 전적 귀중본》. 국립중앙박물관.
- 국립청주박물관 (2022). 《고故 이건희 회장 기증품 목록집 - 제5집 금속공예》. 국립청주박물관.
- 국립중앙박물관 (2022). 《고故 이건희 회장 기증품 목록집 - 제6집 불교회화》. 국립중앙박물관.
- 국립중앙박물관 (2022). 《고故 이건희 회장 기증품 목록집 - 제7집 분청사기》. 국립중앙박물관.
- 국립중앙박물관 (2022). 《고故 이건희 회장 기증품 목록집 - 제8집 중국도자》. 국립중앙박물관.
- 국립광주박물관 (2022). 《고故 이건희 회장 기증품 목록집 - 제9집 청자》. 국립광주박물관.
- 국립중앙박물관 (2023). 《고故 이건희 회장 기증품 목록집 - 제10집 묘지·지도·옥책·도장·글씨·편지》. 국립중앙박물관.
- 국립중앙박물관 (2023). 《고故 이건희 회장 기증품 목록집 - 제11집 불교조각》. 국립중앙박물관.
- 국립중앙박물관 (2023). 《고故 이건희 회장 기증품 목록집 - 제12집 목칠·기타공예》. 국립중앙박물관.
- 국립청주박물관 (2023). 《고故 이건희 회장 기증품 목록집 - 제13집 석조》. 국립중앙박물관.

#### 국립현대미술관
- 국립현대미술관 (2023년 12월 20일). 《국립현대미술관 이건희컬렉션》 1판. 국립현대미술관. ISBN 9788963033860.